# クリストルン・フロスタドッティル
クリストルン・ミョトル・フロスタドッティル（Kristrún Mjöll Frostadóttir, 1988年5月12日 ‐）は、アイスランドの政治家、エコノミスト。2021年よりアイスランド国会「アルシング」の議員。2022年に中道左派政党「社会民主同盟」の党首に選出され、2024年12月にアイスランドの首相に任命された。

## 来歴
1988年5月12日、レイキャヴィークに誕生。2008年にレイキャヴィーク高校 (Menntaskólinn í Reykjavík) を卒業後、2011年にアイスランド大学で経済学学士号、2014年にボストン大学で経済学修士号、2016年にイェール大学傘下のイェール・ジャクソン国際学院で経済政策と国際金融の修士号を取得。2010年代にアリオン銀行やアイスランド商工会議所のエコノミスト、ビジネス誌「ヴィズスキプタブラズィズ」のジャーナリスト、産業・イノベーション省の農業価格委員会委員長、アイスランド大学経済学部非常勤講師などを務めた。モルガン・スタンレーのアナリストとしてニューヨークやロンドンでの活動経験もある。2018年から3年間、アイスランドの資産運用と投資サービスの専門銀行であるクヴィカ (Kvika) のチーフエコノミストだった。
2021年9月25日の国会選挙に南レイキャヴィーク選挙区より立候補し初当選。2022年8月に社会民主同盟党首への立候補を発表し、同年10月の党大会で94%の得票率で党首に就任。また、2021年から2024年まで予算委員会、2023年に経済貿易委員会にも所属していた。
2024年11月30日の選挙では、北レイキャヴィーク選挙区より立候補した。この選挙では社会民主同盟が15議席を獲得し第1党となる一方で連立与党は敗北し、独立党と進歩党は議席が減少、左翼環境運動は全議員が落選するという結果となった。12月3日にハトラ・トーマスドッティル大統領より組閣を要請され、改革党と人民党の両党首、ソルゲルズル・カトリン・グンナルスドッティルとインガ・サイランドとの連立協議をおこなった。翌日に交渉が成立。
12月21日にクリストルン・フロスタドッティル内閣が発足。ヨハンナ・シグルザルドッティル、カトリン・ヤコブスドッティルに続く3人目の女性首相であり、連立政権の党首がすべて女性となるのは初となる。クリストルンは歴代首相で史上最年少となる36歳で就任したことになった他、同国の元首と政府の長の両者が女性であることも初めてである。
クリストルン内閣は社会民主同盟と改革党から4人ずつ、人民党から3人の計11名で構成された。これにより省庁も12から11に削減された。改革党のソルゲルズル党首は外務大臣、人民党のインガ党首は社会問題・住宅大臣に就任。また、改革党副党首で非議員のダジ・マウル・クリストフェルソンが財務・経済大臣、社会民主同盟前党首のロギ・マウル・エイナルソンが文化・イノベーション・大学大臣に任命された。政府は2027年までにアイスランドの欧州連合加盟の是非を問う国民投票を実施し、自国通貨クローナを維持するかユーロを導入するかを検討する独立委員会を設置する予定である。

## 家族
父親のフロスティ・フィフィトル・ヨハンソン（1952年4月27日生）は民俗学者、母親のステイヌン・グズニ・H・ヨンスドッティル（1956年9月18日生）は医師。子供時代に1年ほどイギリスに住んでいたことがある。夫のエイナル・ベルグル・イングヴァルソン（1983年5月4日生）は経営者でクリストルンが大学に入ったころに出会った。夫妻には2019年に長女、2023年に次女が生まれている 。